# Dibamidae
Dibamidae este o familie de șopârle.